# Ritt mit dem Teufel
Ritt mit dem Teufel (Originaltitel: Ride Clear of Diablo) ist ein Western des Regisseurs Jesse Hibbs  aus dem Jahr 1954. Der Film hatte seine Filmpremiere am 10. Februar 1954 in den USA. Die deutsche Erstaufführung fand am 7. April 1954 statt.

## Handlung
Als Clay O’Mara erfährt, dass Viehdiebe seinen Vater und seinen jüngeren Bruder ermordet haben, sinnt er auf Rache. Da die Mörder nicht gefasst wurden, reist er in die kleine Stadt Santiago um den Mord an seinen Familienmitgliedern aufzuklären und die Täter dingfest zu machen. Dabei erfährt er von Sheriff Fred Kenyon und dem Anwalt Tom Meredith Unterstützung und wird zum Hilfssheriff ernannt. Der Sheriff bringt ihn schließlich auf die Spur von Whitey Kincade, der für die Morde verantwortlich sein soll. Clay schafft es, den gefährlichen Revolverheld gefangen zu nehmen und stellt ihn vor Gericht. Allerdings wird der mutmaßliche Verbrecher freigesprochen und langsam kommt die Wahrheit ans Licht, nämlich das Kenyon und Meredith die wahren Übeltäter sind.

## Synchronisation
Die deutsche Synchronbearbeitung entstand bei der Berliner Synchron GmbH. Synchronregie führte Albert Baumeister.
| Rolle         | Schauspieler    | Deutscher Synchronsprecher |
| Clay O’Mara   | Audie Murphy    | Eckart Dux                 |
| Laurie Kenyon | Susan Cabot     | Sigrid Lagemann            |
| Jed Ringer    | Russell Johnson | Gert Günther Hoffmann      |
| Tim Lowerie   | Jack Elam       | Manfred Meurer             |

## Kritiken
Der Movie & Video Guide schrieb: „Überdurchschnittlicher Murphy-Western“.
Halliwell‘s Film Guide charakterisierte den Film wie folgt: „Genügend lebhafter Star-Western“.
„Konventioneller Audie-Murphy-Western“, urteilte das Lexikon des internationalen Films.